# Ситра
Это статья о городе. О царице Древнего Египта см. статью Ситра (царица)
Ситра (араб. سترة‎) — город в королевстве Бахрейн. Входит в состав Центральной мухафазы.

## География
Расположен в восточной части страны, на западном побережье острова Ситра, на берегу Персидского залива.

## Экономика
Порт. Имеются нефтеперерабатывающий и алюминиевый заводы, предприятие по опреснению морской воды. Кроме того, экономика острова Ситра сильно зависит от сельского хозяйства и рыболовства. Рощи финиковых пальм и другие сельскохозяйственные земли орошаются пресноводными источниками.

## Население
Население по данным переписи 2001 года составляет 34 317 человек.
| 1981   | 2001   | 2012   |
| ------ | ------ | ------ |
| 23 000 | 34 317 | 72 601 |